# Обгазявания на Стара Загора
Обгазяванията на Стара Загора са серия от атмосферни явления във въздуха над Стара Загора, започнали на 2 юни 2004 г. Същността на явлението се изразява в силно замъглен въздух със специфична миризма.

## Източник на обгазяванията
След установяването на подвижни станции на ХЕИ на ключови точки от Област Стара Загора за денонощен мониторинг на атмосферния въздух е обявено, че източник на замърсяванията със серен диоксид е енергийният комплекс „Марица изток“.
През февруари 2009 година е проведено мащабно изследване на атмосферата в рамките на проект между фондация „Медийна демокрация“, Нов български университет (НБУ) и сдружение „Горичка“. Използвани са данни от лабораторията по природни рискове и бедствия към НБУ. За основни замърсители са посочени ТЕЦ Марица Изток 2 и ТЕЦ Марица-3. Резултатите показват, че замърсяването е от изхвърлен в атмосферата серен диоксид поради факта, че в ТЕЦ Марица Изток 2 не са монтирани достатъчно сероотчистващи инсталации, а в Марица-3 такива липсват.

## Гражданска реакция
Две години преди обгазяването на региона в Стара Загора се провеждат граждански протести срещу унищожаването на бойни ракети на военния полигон в село Змейово. Веднага след първото обгазяване на града като най-вероятен източник се посочва полигонът. Военните отричат каквито и да е било действия, които могат да причинят атмосферни замърсявания. Въпреки това гражданската позиция е в подкрепа на твърдението, че нерегламентирани дейности на полигона са причина за обгазяванията. След редица изследвания и сателитен мониторинг на атмосферния въздух в област Стара Загора хипотезата за едностранно замърсяване на въздуха от полигона е отхвърлена.